# Meridiano 132 E
O meridiano 132 E é um meridiano que, partindo do Polo Norte, atravessa o Oceano Ártico, Ásia, Oceano Pacífico, Australásia, Oceano Índico, Oceano Antártico, Antártida e chega ao Polo Sul. Forma um círculo máximo com o Meridiano 48 W.
Começando no Polo Norte, o meridiano 132º Este tem os seguintes cruzamentos:
| País, território ou mar | Notas |
| ----------------------- | --- |
| Oceano Ártico           | |
| Mar de Laptev           | |
| Rússia                  | Iacútia Krai de Khabarovsk Iacútia Krai de Khabarovsk Oblast de Amur Krai de Khabarovsk Oblast de Amur Krai de Khabarovsk Oblast Autónomo Judaico |
| China                   | Heilongjiang |
| Rússia                  | Krai de Primorsky - Passa a leste de Vladivostok                                                                                                  |
| Mar do Japão            | Passa a leste dos Rochedos de Liancourt |
| Japão                   | Ilha Honshū |
| Mar Interior            | |
| Canal Bungo             | |
| Japão                   | Ilha Kyūshū |
| Oceano Pacífico         | Passa a leste da ilha Pulo Anna, Palau |
| Indonésia               | Ilha Nova Guiné |
| Baía Berau              | |
| Indonésia               | Ilha Nova Guiné |
| Mar de Ceram            | |
| Indonésia               | Ilha Kur |
| Mar de Banda            | |
| Indonésia               | Ilha Fordata |
| Mar de Arafura          | Passa a leste da ilha de Larat, Indonésia |
| Austrália               | Península de Cobourg, Território do Norte |
| Golfo de Van Diemen     | |
| Austrália               | Território do Norte Austrália Meridional |
| Oceano Índico           | |
| Oceano Antártico        | |
| Antártida               | Território Antártico Australiano, reclamado pela Austrália                                                                                        |